# Frantz Seimetz

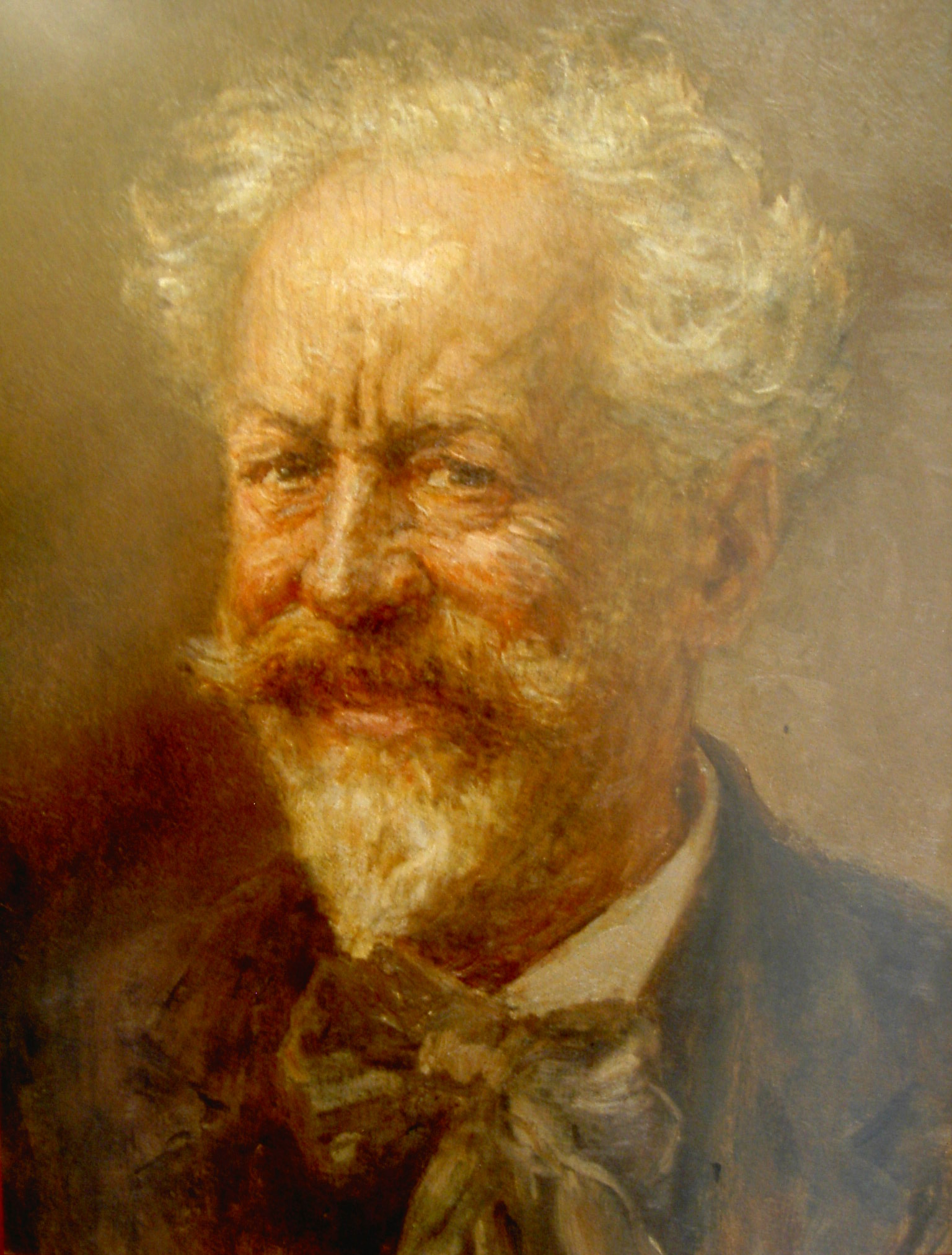
Selbstporträt

Frantz Seimetz (* 21. April 1858 in Grevenmacher; † 26. Oktober 1934 in Limpertsberg) war ein Luxemburger Porträt- und Landschaftsmaler des Impressionismus.
Seimetz arbeitete zunächst als Maler und Lackierer. Im Alter von 16 Jahren malte er sein erstes Werk – ein Blumenstillleben. Der Industrielle Antoine Pescatore bemerkte sein künstlerisches Talent und unterstützte seine Ausbildung.
Im Jahre 1875 begann er sein Studium in Brüssel, von 1879 bis 1881 an der Münchner Akademie der Bildenden Künste und schließlich von 1881 bis 1887 an der École des beaux-arts de Paris.
Mit einem vom USA-Honorarkonsul erhaltenem Ticket reiste er 1887 nach Kanada, Westindien und Mexiko. In den Vereinigten Staaten verbrachte er einige Jahre in Dubuque (Iowa), fuhr dann in fünf Monaten den Mississippi auf einem Hausboot hinunter.
Er heiratete 1897 Marie-Antoinette Bourger aus Arlon, auch eine begabte Künstlerin. Er ließ sich in Echternach nieder, zog dann nach Arlon, 1923 nach Luxemburg-Stadt, wo das Ehepaar ein altes Haus bezog.
Frantz Seimetz war der erste Luxemburger Maler, der es geschafft hat, allein von der Kunst zu leben.
Viele seiner Selbstporträts erinnern an Rembrandt und Frans Hals.
Im Jahr 1932 malte Seimetz sein letztes Bild. Danach schrieb er seine Memoiren Der Feuersalamander nieder, zunächst in Deutsch, dann auf Luxemburgisch und schließlich in seinem Moseler Dialekt.